# Megaselia stimulata
Megaselia stimulata är en tvåvingeart som beskrevs av Borgmeier 1962. Megaselia stimulata ingår i släktet Megaselia och familjen puckelflugor. Inga underarter finns listade i Catalogue of Life.